# Maku
Maku (persiska ماکو) är en stad i den iranska provinsen Västazarbaijan, i regionen Azarbaijan. Folkmängden uppgår till cirka 50 000 invånare. Staden breder ut sig längs floden Zangmar, och från Maku kan man se berget Ararat (Agirî). Maku är administrativt centrum för delprovinsen Maku.